# بيل هايوود
بيل هايوود (بالإنجليزية: William Dudley Haywood) هو اشتراكي ‏ أمريكي، ولد في 4 فبراير 1869 في سولت ليك في الولايات المتحدة، وتوفي في 18 مايو 1928 في موسكو في روسيا بسبب سكتة.

## وصلات خارجية
- بيل هايوود على موقع الموسوعة البريطانية (الإنجليزية)
- بيل هايوود على موقع الموسوعة البريطانية (الإنجليزية)
- بيل هايوود على موقع ميوزك برينز (الإنجليزية)
- بيل هايوود على موقع إن إن دي بي (الإنجليزية)